# Футбольна асоціація Нової Зеландії
Футбольна асоціація Нової Зеландії (англ. New Zealand Football) — організація, що здійснює контроль і управління футболом у Новій Зеландії. Федерація координує діяльність семи Футбольних федерацій Нової Зеландії, а також здійснює контроль та управління національною збірною Нової Зеландії (прізвисько  "All Whites"), національною молодіжною та національною жіночою (прізвисько "Football Ferns"), чоловічим та жіночим чемпіонатами (чоловічий футбольний чемпіонат відомий під назвою Стірлінгс Спортс Прем'єршип), а також організовує інші футбольні турніри, такі як Четхем Кап. Чемпіонат проходить взимку, в ньому виступають 8 команд. Новозеландський клуб «Веллінгтон Фенікс» виступає в австралійській А-Лізі.

## Історія
Заснована 1891 року як Новозеландська Асоціація Соккеру, вступила до ФІФА в 1948 році.В 2007 році організація змінила назву на Новозеландський Футбол (НЗФ), замінивши слово «соккер» на «футбол», відповідно до того, що в більшості країн поза межами Північної Америки саме так називається цей різновид спорту.
У вересні 2007 року жіноча збірна Нової Зеландії змінила свою назву. Жіноча збірна змінила свою назву зі SWANZ на «Football Ferns» («Футбольна Папороть»), відповідно жіноча збірна до 20 років стала називатися «Молодіжна Футбольна Папороть», а збірна до 17 років отримала назву «Юнацька Футбольна Папороть»
На Чемпіонаті світу 2010 року в Південній Африці, команда досягла свого найкращого в історії результату, коли зіграла в нічию з рахунком 1:1 з переможцями Чемпіонату світу, збірною Італії. Вже на 7-ій хвилині матчу Шейн Смелц забив перший м'яч новозеландської збірної на Чемпіонатах світу з футболу. На тому турнірі вони залишилися єдиною збірною, яка не програла жодного матчу.

## Рух до Південноамериканської конфедерації
У січні 2013 року члени виконкому ФІФА, який скликав Йозеф Блаттер зустрілися за зачиненими дверима, щоб обговорити можливості переходу федерації футболу Нової Зеландії до Південноамериканської конфедерації футболу (КОНМЕБОЛ) з метою підвищення рівня розвитку цього виду спорту в країні. Після зустрічі, Блаттер сказав, що ідея була "ратифікована", але необхідно внести деякі технічні правки. Цей факт означав потенційну можливість входження Нової Зеландії до конфедерації, але потрбував формального запрошення для вступу до неї.

## Скандал
У 2015 році Нова Зеландія згідно з футбольними правилами втратила своє місце в Олімпійському турнірі 2016 року після того, як стало відомо про залучення до збірної гравця, який був старше 23-ох років; Федерація вирішила не оскаржувати це рішення. Згодом стало відомо, що принаймні 16 старших гравців у період з 2011 по 2015 роки виступали в новозеландській збірній U-23, U-20 та U-17.

## Масовий футбол
Станом на 2015 рік футбол став найпопулярнішим командним видом спорту в Новій Зеландії, ним займалися понад 6,3 % від загальної кількості населення країни (за даними Sport NZ). З моменту запровадження в дію нагороди-змагання Склад Футбольного Плану в 2011 році, Новозеландська футбольна асоціація встановила передову футбольну систему в країні, яка дала наступні результати: 1) 71% хлопців та 52% дівчат беруть участь у футбольних змаганнях (за даними Sport NZ); 2) участь молоді та юніорів зросла на 26 % та 27 % відповідно; 3) загальна кількість зареєстрованих учасників 135 000 осіб; 4) з моменту введення в дію плану участь жінок у футбольних змаганнях зросла на 20%, до 19 000 осіб; 5) футзал почав швидко набувати популярності серед молоді, юніорів та учнів середніх шкіл, ним почали займатися понад 20 000 осіб; 6) за офіційними даними кількість офіційно зареєстрованих футбольних суддів зросла до понад 1 000 осіб.

## Міжнародний рівень
Останнім часом Новозеландська футбольна асоціація досягла непоганих результатів на міжнародній арені. У фіналі Кубку націй ОФК збірна Нової Зеландії в серії післяматевих пенальті з рахунком 4:2 переграла збірну Папуа Нової Гвінеї. Цей трофей став для новозеландців уже п'ятим у Кубку націй ОФК та забезпечив команді місце на Кубку конфедерацій ФІФА 2017 року в Росії.
В 2015 році Футбольні Папороті досягли свого найвищого в історії рейтингу (16), вдруге переграли Бразилію та кваліфікувалися для участі в Олімпіаді в Ріо-де-Жанейро. Чоловічі збірні Нової Зеландії U-20 та U-17 кваліфікувалися в своїх групах для участі в турнірах з Чемпіонату світу 2015 року. Нова Зеландія стала однією лише 5-ти країн, які досягли такого результату в тому циклі. Решта чотири збірні: Німеччина, Бразилія, Малі, Нігерія.

## Змагання
| - Стірлінг Спортс Прем'єршип (національній літній чемпіонат) - Прем'єр-ліга НРФЛ (регіональний зимовий чемпіонат) - Центральна Прем'єр-ліга (регіональний зимовий чемпіонат) - Футбольна Прем'єр-Ліга Роббі (регіональний зимовий чемпіонат) - Південна Прем'єр-ліга ОДТ (регіональний зимовий чемпіонат) | - Національна жіноча ліга (національний жіночий чемпіонат) - Національна молодіжна ліга (молодіжна ліга) - Кубок Четхема (національний зимовий кубок, за системою вибування) |

## Футбольні федерації
- Футбольна Федерація Окленду
- Північна Футбольна Федерація
- Футбольна Федерація Ваїкато/затока Пленті
- Центральна Футбольна Федерація
- Столична Футбольна Федерація
- Футбольна Федерація Мейнланду
- Південна Футбольна Федерація